# Любовница на смъртта
Любовница на смъртта (на руски: Любовница смерти) е историческо-приключенски роман от руския писател Борис Акунин, издаден през 2001 г. Той е деветия роман (наречен „декадентски“ детектив) за приключенията на Ераст Петрович Фандорин. Отличителна черта на романа е фактът, че неговото действие се извършва едновременно със събитията, описани в другия роман – „Любовник на смъртта“. В допълнение историята е описана непосредствено от името на три лица: от автора и от двама от героите на романа (под формата на личен дневник и под формата на доклади на полицията).

## Сюжет
Внимание:  Текстът по-долу разкрива сюжета на произведението (или части от него)!
След романтична среща в Иркутск, младата Маша Миронова решава да избяга от дома си и да отиде в Москва, при своя избраник, студента Петя Лилейко. Влюбената Маша решава да се яви пред Петя не във вида на провинциална млада дама, а като жена-вамп, в стила на „декаданс“. В същото време по декаденството са увлечени много хора, особено младежи. Една от негативните страни на това увлечение е романтичното представяне на Смъртта, в резултат на което самоубийствата стават ужасяваща мода. Вестниците са пълни със съобщения за трагични случаи, при които млади хора, групово или поотделно, отнемат собствения си живот. Възникват тайни клубове на самоубийци, които пораждат нови и нови жертви. Това чудовищно явление придобива толкова широко разпространение, че принуждава полицията да предприеме незабавни действия...
Пристигайки в Москва и срещайки се с Петя, Маша, представяйки се за „декадентката Коломбина“, попада в едно от тайните общества на поклонниците на смъртта. Ръководителят на общността – „дож Просперо“, е възрастен посивял мъж с магически поглед, в черна мантия, а верните му ученици са мъже и жени, момчета и момичета, от всички слоеве на обществото. Тук е и бивш моряк, и млад гимназист, и дори известната поетеса Лорелая Рубинщайн. Участниците в „Клуба на самоубийците“ избрали за себе си нови имена, звучни псевдоними, се срещат редовно и рецитират свои стихове, посветени на смъртта. Но най-важното – те са в очакване на „Знак“, който да посочи „късметлията“, комуто е дошло времето да се раздели с живота. Само няколко дни преди пристигането на Маша млада двойка извършва съвместно самоубийство („омъжих се за смъртта“), а тяхното място заемат новодошлите – Маша („Коломбина“) и нейният приятел Петя („Керубино“).
Полицията знае за съществуването на тази ужасен клуб, и успява да внедри в него свой агент. Той описва подробно церемониите, които се провеждат, и участниците, но прави разочароващото заключение, че унищожаването на този кошмар ще бъде много трудно. Ако полиция арестува „Просперо“, това ще му придаде ореола на мъченик, правейки идеята за самоубийство, още по-модерна, особено сред младите хора. Ето защо, според агента, е необходимо да се предприемат такива действия, които биха представили на „магът дож“ като жалък и незначителен ...
Членство на Маша Миронова в клуба на самоубийците първоначално предизвиква радост и гордост. Тя става любовница на „Просперо“ и жалкото ухажване на Петя сега приема с презрителна насмешка. Но когато един след друг умират двама членове от ужасяващата общност (млад студент се обесва, а младо момиче-медиум се удавя в реката) Маша я обхваща истински ужас. Тя изведнъж ясно разбира в каква страшна игра се е включила. Но скоро в клуба идва нов участник, и ситуацията започва да се променя главозамайващо ...
Новакът е висок, строен брюнет, с изцяло сиви бакенбарди и заеква леко. Тя попада в клуба не по нечия препоръка, а сам намира „Просперо“ и го моли да го приеме в редиците на самоубийците под името „принц Генджи“. Тъй като момичето-медиум „Офелия“ е загинала, а сега връзката с другия свят е прекъсната, то по съвет на „принца“, „Просперо“ решава да избере следващия „младоженец“ или „невеста“ на смъртта с помощта на рулетка. Първото „разиграване“ завършва неочаквано – смъртта се пада на „Генджи“! „Принцът“ спокойно се уединява с „Просперо“, за да вземе отровата от ръцете му, но изведнъж „Генджи“ започва подробен разказ за дожа, за неговия минал живот ...
Оказва се, че „Просперо“ е Сергей Благоволски, бивш престъпник, осъден за революционната му дейност. Благоволски е опитал три пъти да се самоубие, но всеки път, жаждата му за живот го спира да направи последната крачка. „Просперо“ е потресен от тази осведоменост на „принца“, сломен е и очаква ареста, но „Генджи“ не е от полицията. „Принцът“ предлага на „Просперо“ доброволно да се оттегли от страшното и безумно дело, но Благоволски, буквално тресейки се от страх, изведнъж заявява, че смъртта като някаква мистична субстанция действително съществува. Независимо от факта, че много от „ритуалите“ на клуба на самоубийства са просто хитра мистификация на „Просперо“, съществува нещо мистично, което не се поддава на разумно обяснение. И тогава „принцът“ обещава на Благоволски да не го разобличава, а за известно време да наблюдава какво се случва ...
А смъртта междувременно продължава. Първо, в резултат на отравяне с морфин загива знаменитата поетеса Рубинщайн, и след това друг член на клуба, млад поет, е готов да умре, защото редовно намира някои намеци – „символи“, зовящи го към фаталната невеста – смъртта. Маша се опитва да спаси нещастния юноша, но пристига твърде късно. Но смъртта на младия поет има ясен оттенък на престъпление: някой е разбил главата на момчето. Подозирайки, че всички предишни смъртни случаи не са актове на самоубийство, а хладнокръвни убийства, „принц Генджи“, заедно с верния си слуга японеца Маса, започват лично разследване. Маша също се присъединява към „принца“ и случайно открива на името на мистериозния джентълмен – Ераст Петрович Неймлес.
Разпитвайки свидетелите и изследвайки мястото на смъртта на членовете на клуба, Ераст Петрович разбира, че смъртта на нещастниците е дело на престъпни ръце. Използвайки Маша като „примамка“, г-н Неймлес примамва в капана и убива в престрелка негодника. Той е член на клуба под псевдонима „Калибан“ – Савелий Папушин, бивш моряк, който е станал опасно луд в резултат на стара трагедия. Желаейки да се накаже за извършване на ужасяващи деяния (Папушин убива и изяжда двама от другарите си при корабокрушение), „Калибан“ (производно от „канибал“) се превръща в пламенен поклонник на смъртта. Но всеки път жребият се пада на други, и затова той убива от ревност своите „съмишленици“. На следващата среща, г-н Неймлес разказва за своето разследване и категорично настоява клубът на самоубийците да престане да съществува. Потресените членове на клуба безропотно се подчиняват, но странностите продължават!
Маша Миронова започва да получава кратки бележки на немски език, в които ѝ нареждат да се самоубие. Девойката изпада в неуписуем ужас: тези хартийки не горят в пламъка на свеща! Нервната система на Маша не издържа, и тя прави опит за самоубийство, но оцелява по чудо. Узнавайки за това, Ераст Петрович подозира, че „Калибан“ е само видимата страна, покриващ реалното зло. И така, г-н Неймлес, взимайки със себе се свидетеля „Хораций“, един от членовете на клуба (който е внедрен полицейски агент), незабавно се срещна с „Просперо“ – Благоволски и го обвинява за всички убийства.
Именно Благоволски с помощта на ловки трикове, които са представени за „мистични намеци“ на смъртта, е довел до самоубийство членовете на клуба. „Воят на звяра“ е създаден с помощта на прости метални тръби, „светещия каменен надпис“ е направен от фосфорна боя, и другите „чудеса“, довеждат нервните и впечатлителен хора буквално да лудост, принуждавайки ги да скъсат с живота си. „Просперо“ цинично заявява на Ераст Петрович, че предположения му не почиват на никакви доказателства, но тогава г-н Неймлес нанася на Благоволски истински удар. На стъклото в дома на починалата „Офелия“ са открити отпечатъци на „Просперо“, и те вече са доказателство в съда. Шокираният Благоволски се опитва да унищожи Ераст Петрович с помощта на хитър капан, но на помощ на г-н Неймлес се хвърля „Хораций“. В резултат на това Ераст Петрович успява да се спаси, а „Просперо“ ужасно и болезнено умира, ставайки жертва на собствените си трикове...

## Интересни факти
- Това е единственият роман за приключенията на Фандорин, в който никога не се споменава името му. Ераст Петрович се появява или под името на „принц Генджи“ или като „инженер Неймлес“ – „инженер Безименен“ (на английски: Nameless).
- Сюжетът на книгата напомня на сюжета на книгата на Робърт Луис Стивънсън „Клубът на самоубийците“. В романа има сравнение на „принцът“ на Фандорин с принц Флоризел, който също се внедрява в клуб на самоубийци, за да разобличи техния криминален тартор.
- В началото на романа Акунин благодари на двама действително съществуващи поети – Сергей Гандлевски и Лев Рубинщейн, защото техните стихотворения са използвани от автора за измислените му герои.